# Philothamnus bequaerti
Philothamnus angolensis — вид змій родини полозових (Colubridae).

## Поширення
Населяє чагарникові зарості у степах тропічної Африки (Камерун, Центрально-Африканська Республіка, Південний Судан, Ефіопія, Демократична Республіка Конго).

## Опис
Розмір тіла голотипу сягав 65,2 см завдовжки, хвоста — 21,2 см.